# Volkswagen Variant
Volkswagen Variant er Volkswagens betegnelse for deres stationcarmodeller. Den første model var Volkswagen 1500 Variant (Type 3) i starten af 1962. I 1969 fulgte 411 Variant (Type 4) og i 1973 Passat Variant (B1).
Først i 1990'erne kom der også Variant-modeller af Golf, Polo og Bora.
- VW 1600 (Type 3) Variant, 1960'erne
- VW Type 4 (411 LE Variant), produceret 1969–1972
- Volkswagen Passat Variant, 2010
- Volkswagen Golf Variant, 2010

| Stub | Spire Denne bilrelaterede artikel er en spire som bør udbygges. Du er velkommen til at hjælpe Wikipedia ved at udvide den. |